# Aimée Thibault
Aimée Thibault (París, 1780-1868) fou una pintora i miniaturista francesa.
Va ser deixebla de Daniel Saint i de Charles-Étienne Leguay, habitual dels salons de París de 1804 a 1810. Va rebre a través de Saint una forta influència de Jean-Baptiste Isabey. A França és autora d'un retrat de Napoleó II de nen escrivint al seu pare, entre altres obres. Poc més tard consta instal·lada durant uns anys a Madrid, cridada pels reis d'Espanya. L'any 1817 va pintar els retrats dels monarques Ferran VII i de Maria Isabel de Bragança, els quals, segons Manuel Ossorio, són d'una qualitat molt notable. Per aquesta raó, l'any següent va obtenir el permís per fer-los gravar. El 1819 va ser nomenada pintora en miniatura de la corta espanyola. D'altra banda, a Madrid també va pintar els retrats del coronel de la Guàrdia Reial, Pablo Cabrero, i el de la seva esposa, Josefa Martínez, diferents membres de la família reial, entre d'altres persones. El 1834 va treballar breument a Nova York.

## Galeria
- La princesa Augusta de Baviera (ca. 1805-07)
- El rei de Roma escrivint al seu pare (ca. 1812)
- L'infant Carles Maria Isidre de Borbó (1814)